# Daniel Bachmann
Daniel Bachmann (Wiener Neustadt, 9 juli 1994) is een Oostenrijks voetballer die speelt als doelman. In juli 2017 verruilde hij Stoke City voor Watford. Bachmann maakte in 2021 zijn debuut in het Oostenrijks voetbalelftal.

## Clubcarrière
Bachmann speelde in de jeugd van SV Winzendorf en SV Weikersdorf en kwam via de opleidingen van Admira Wacker, Sturm Graz en Austria Wien terecht bij Stoke City. Die club verhuurde hem in de zomer van 2014 aan Wrexham. Het jaar erop zou Bachmann op huurbasis gaan doorbrengen bij Ross County. Na anderhalve maand werd echter overeengekomen dat de Oostenrijker weer terugkeerde naar Stoke, met twee optredens voor Ross County achter zijn naam. Twee maanden later werd hij alsnog verhuurd dat seizoen. Ditmaal nam Bury hem tijdelijk over. Na zijn terugkeer kwam Bachmann bij Stoke nog steeds niet tot spelen toe en aan het einde van het seizoen 2016/17 liet hij de club transfervrij achter zich. Hierop tekende de doelman een contract bij Watford. Voorafgaand aan het seizoen 2018/19 werd Bachmann verhuurd aan Kilmarnock. Hij speelde achtentwintig wedstrijden voor de Schotse club. Na zijn terugkeer zat hij nog een jaar grotendeels op de reservebank in de Premier League. Watford degradeerde dat seizoen naar de Championship, waar hij wel meer aan spelen toekwam. In 2021 promoveerde Watford weer om een jaar later opnieuw te degraderen. De verbintenis van Bachmann werd in de zomer van 2023 opengebroken en met vier seizoenen verlengd. Ook werd hij aangewezen als aanvoerder van Watford.

## Clubstatistieken
| Seizoen | Club          | Competitie     | Competitie | Competitie | Beker | Beker | Internationaal | Internationaal | Totaal | Totaal |
| Seizoen | Club          | Competitie     | Wed.       | Dlp.       | Wed.  | Dlp.  | Wed.           | Dlp.           | Wed.   | Dlp.   |
| ------- | ------------- | -------------- | ---------- | ---------- | ----- | ----- | -------------- | -------------- | ------ | ------ |
| 2013/14 | Stoke City    | Premier League | 0          | 0          | 0     | 0     | —              | —              | 0      | 0      |
| 2014/15 | → Wrexham     | Conference     | 15         | 0          | 3     | 0     | —              | —              | 18     | 0      |
| 2015/16 | → Ross County | Premiership    | 1          | 0          | 1     | 0     | —              | —              | 2      | 0      |
| 2015/16 | → Bury        | League One     | 8          | 0          | 2     | 0     | —              | —              | 10     | 0      |
| 2015/16 | Stoke City    | Premier League | 0          | 0          | 0     | 0     | —              | —              | 0      | 0      |
| 2016/17 | Stoke City    | Premier League | 0          | 0          | 0     | 0     | —              | —              | 0      | 0      |
| 2017/18 | Watford       | Premier League | 0          | 0          | 0     | 0     | —              | —              | 0      | 0      |
| 2018/19 | → Kilmarnock  | Premiership    | 25         | 0          | 3     | 0     | —              | —              | 28     | 0      |
| 2019/20 | Watford       | Premier League | 0          | 0          | 2     | 0     | —              | —              | 2      | 0      |
| 2020/21 | Watford       | Championship   | 23         | 0          | 3     | 0     | —              | —              | 26     | 0      |
| 2021/22 | Watford       | Premier League | 12         | 0          | 1     | 0     | —              | —              | 13     | 0      |
| 2022/23 | Watford       | Championship   | 45         | 0          | 0     | 0     | —              | —              | 45     | 0      |
| 2023/24 | Watford       | Championship   | 27         | 0          | 3     | 0     | —              | —              | 30     | 0      |
| 2024/25 | Watford       | Championship   | 17         | 0          | 0     | 0     | —              | —              | 17     | 0      |
| Totaal  | Totaal        | Totaal         | 176        | 0          | 15    | 0     | 0              | 0              | 191    | 0      |

Bijgewerkt op 19 december 2024.

## Interlandcarrière
Bachman werd in mei 2021 door bondscoach Franco Foda opgenomen in de selectie van het Oostenrijks voetbalelftal voor het uitgestelde EK 2020. Op dat moment had hij nog geen interlands gespeeld. Bachmann maakte zijn interlanddebuut op 2 juni 2021, toen een vriendschappelijke wedstrijd gespeeld werd tegen Engeland. Door een doelpunt van Bukayo Saka werd met 1–0 verloren. Bachmann mocht van Foda in de basis beginnen en speelde het gehele duel mee. Tijdens het EK werd Oostenrijk uitgeschakeld in de achtste finales door Italië (2–1). In de groepsfase had het gewonnen van Noord-Macedonië (3–1) en Oekraïne (0–1) en verloren van Nederland (2–0). Bachmann speelde in alle vier wedstrijden mee. Zijn toenmalige teamgenoot Ken Sema (Zweden) was ook actief op het toernooi.
| Interlands van Daniel Bachmann voor Oostenrijk | Interlands van Daniel Bachmann voor Oostenrijk | Interlands van Daniel Bachmann voor Oostenrijk | Interlands van Daniel Bachmann voor Oostenrijk | Interlands van Daniel Bachmann voor Oostenrijk | Interlands van Daniel Bachmann voor Oostenrijk | Interlands van Daniel Bachmann voor Oostenrijk |
| №                                              | Datum                                          | Wedstrijd                                      | Uitslag                                        | Competitie                                     | Goals                                          |                                                |
| Als speler bij Watford                         | Als speler bij Watford                         | Als speler bij Watford                         | Als speler bij Watford                         | Als speler bij Watford                         | Als speler bij Watford                         | Als speler bij Watford                         |
| ---------------------------------------------- | ---------------------------------------------- | ---------------------------------------------- | ---------------------------------------------- | ---------------------------------------------- | ---------------------------------------------- | ---------------------------------------------- |
| 1                                              | 2 juni 2021                                    | Engeland – Oostenrijk                          | 1 – 0                                          | Vriendschappelijk                              |                                                |                                                |
| 2                                              | 6 juni 2021                                    | Oostenrijk – Slowakije                         | 0 – 0                                          | Vriendschappelijk                              |                                                |                                                |
| 3                                              | 13 juni 2021                                   | Oostenrijk – Noord-Macedonië                   | 3 – 1                                          | EK 2020                                        |                                                |                                                |
| 4                                              | 17 juni 2021                                   | Nederland – Oostenrijk                         | 2 – 0                                          | EK 2020                                        |                                                |                                                |
| 5                                              | 21 juni 2021                                   | Oekraïne – Oostenrijk                          | 0 – 1                                          | EK 2020                                        |                                                |                                                |
| 6                                              | 26 juni 2021                                   | Italië – Oostenrijk                            | 2 – 1                                          | EK 2020                                        |                                                |                                                |
| 7                                              | 1 september 2021                               | Moldavië – Oostenrijk                          | 0 – 2                                          | WK 2022 kwalificatie                           |                                                |                                                |
| 8                                              | 4 september 2021                               | Israël – Oostenrijk                            | 5 – 2                                          | WK 2022 kwalificatie                           |                                                |                                                |
| 9                                              | 7 september 2021                               | Oostenrijk – Schotland                         | 0 – 1                                          | WK 2022 kwalificatie                           |                                                |                                                |
| 10                                             | 9 oktober 2021                                 | Faeröer – Oostenrijk                           | 0 – 2                                          | WK 2022 kwalificatie                           |                                                |                                                |
| 11                                             | 12 oktober 2021                                | Denemarken – Oostenrijk                        | 1 – 0                                          | WK 2022 kwalificatie                           |                                                |                                                |
| 12                                             | 12 november 2021                               | Oostenrijk – Israël                            | 4 – 2                                          | WK 2022 kwalificatie                           |                                                |                                                |
| 13                                             | 29 maart 2022                                  | Oostenrijk – Schotland                         | 2 – 2                                          | Vriendschappelijk                              |                                                |                                                |
| 14                                             | 7 september 2023                               | Oostenrijk – Moldavië                          | 1 – 1                                          | Vriendschappelijk                              |                                                |                                                |

Bijgewerkt op 19 december 2024.